# Годреш, Жюдит
Жюди́т Годре́ш (фр. Judith Godrèche; род. 23 марта 1972, XVII округ Парижа) — французская актриса, сценарист и режиссёр. Трижды была номинирована на кинопремию «Сезар».

## Карьера
Жюдит Годреш родилась в Париже в семье психоаналитика. Её мать - француженка из Нормандии, отец происходит из еврейской семьи выходцев из Польши, которые офранкофонили свою фамилию Годрайх в Годреш. Актрисой она стала в юном возрасте — в восемь лет играла в школьной постановке «Эмили Жоли», а в десять лет дебютировала на большом экране в фильме Надин Трентиньян «Будущее лето», в котором исполнила роль дочери героини Клаудии Кардинале. В четырнадцать лет Годреш сыграла свою первую главную роль в кино — в фильме Бенуа Жако «Нищие». Через год она покинула отчий дом ради съёмок в кино и работы в театре.
Годреш снялась в фильме Жака Дуайона о взрослении «Пятнадцатилетняя», где сыграла главную роль девушки-подростка, которая отдыхает на курорте с семьёй своего парня. В фильме «Разочарованная» Жюдит воссоединилась с режиссёром Бенуа Жако, которому помогла написать сценарий, и исполнила роль Бет, молодой девушки в поисках счастья. За эту роль Годреш была номинирована на кинопремию «Сезар» в категории «самая многообещающая актриса». В 1991 году Жюдит была членом жюри 41-го Берлинского международного кинофестиваля.
Далее в карьере Годреш последовали значительные роли в фильмах Оливье Ассаяса «Париж пробуждается» (1991) и «Новая жизнь» (1993), а также высоко оценённая критиками работа в картине «Большая малышка» (1994). В 1995 году Жюдит издала роман «Боковой шов» (Point de côté). Годреш исполнила главную роль в короткометражном фильме Софи Марсо «Рассвет наизнанку», который демонстрировался на Каннском кинофестивале 1995 года в рамках программы «Особый взгляд».
Широкому зрителю Годреш стала известна по историческому фильму Патриса Леконта «Насмешка», получившему несколько премий «Сезар» (в том числе как лучший фильм 1996 года) и представленному на премии «Оскар» в номинации «лучший фильм на иностранном языке». В том же 1996 году на экраны вышел другой успешный исторический фильм, «Бомарше», где Годреш сыграла Марию-Антуанетту. После первого международного успеха актриса вернулась на театральную сцену в постановке пьесы Эдварда Олби «Три высокие женщины». Вскоре Жюдит получила приглашение в американский приключенческий фильм по мотивам романов Александра Дюма — «Человек в железной маске», в котором подобрался сильный международный актёрский состав — Леонардо Ди Каприо, Джереми Айронс, Джон Малкович, Жерар Депардьё. В этой картине, вышедшей на экраны в 1998 году, Годреш исполнила роль возлюбленной Рауля, сына Атоса. С этого фильма начался непродолжительный этап работы Жюдит в зарубежном кино, во время которого она снялась в фильмах «Энтропия» (1999), «Южный Кенсингтон» (2001) и «Зыбучие пески» (2003).
В фильме 1998 года «Красотки» (Бимболенд) Годреш отошла от привычных драматических ролей и перешла к жанру романтической комедии. Комедийные роли в картинах «Испанка» (2002) и «Бутик» (2003) принесли Жюдит две номинации на премию «Сезар» за лучшую женскую роль второго плана. В 2002 году Годреш вернулась к сотрудничеству с Софи Марсо, сыграв главную роль в её первом полнометражном фильме «Говори мне о любви».
Работа с Марсо подтолкнула Жюдит самой дебютировать в качестве режиссёра. В 2010 году она представила картину «Все девушки плачут», в которой исполнила роль певицы и сама исполняла песни, написанные специально для фильма Бенжамином Биолаем и Жюльеном Доре. Фильм во многом является автобиографическим, основанным на личном опыте актрисы.
В начале 2010-х годов Годреш стала работать преимущественно в США. В 2012 году она снялась в нескольких эпизодах сериала «Дорогой доктор». В 2014 году сообщалось, что сценаристы Марк Олсен и Уилл Шеффер вместе с Годреш начали работу над комедийным сериалом для HBO о похождениях французской актрисы, переехавшей в Лос-Анджелес. В основу сюжета лёг личный опыт Жюдит, которая также была приписана к проекту как исполнительница главной роли. В 2015 году на экраны вышла американская секс-комедия «Ночёвка», в которой Годреш исполнила одну из главных ролей. Дэниел Д’Аддарио в своей рецензии для журнала Time высоко оценил роль Жюдит в этом фильме и написал, что актриса, несмотря на три десятилетия в профессии, сумела стать одним из главных открытий года.
В 2017 году Годреш присоединилась к многочисленным актрисам, публично обвинившим голливудского продюсера Харви Вайнштейна в сексуальных домогательствах. По словам Жюдит, её знакомство с Вайнштейном произошло на Каннском кинофестивале 1996 года. Тогда он пригласил Годреш в свой номер, предложил ей сделать ему массаж, а после отказа актрисы попытался её раздеть. Жюдит спешно покинула номер и не рассказывала об этом случае более двадцати лет, опасаясь, что Вайнштейн в отместку разрушит её карьеру.

## Личная жизнь
Жюдит Годреш была замужем за комедийным актёром Дани Буном, в браке  родился сын Ной.
На съёмках фильма «Отец» она познакомилась с комиком Марисом Бартелеми, от которого имеет дочь Тесс, родившуюся в 2005 году. В 2014 году Годреш и Бартелеми расстались.

## Фильмография
| Год  |     | Русское название               | Оригинальное название          | Роль                                   |
| ---- | --- | ------------------------------ | ------------------------------ | -------------------------------------- |
| 1985 | ф   | Будущее лето                   | L'été prochain                 | Ники                                   |
| 1988 | ф   | Время удовольствий             | Les saisons du plaisir         | Офелия                                 |
| 1988 | ф   | Нищие                          | Les mendiants                  | Катрин                                 |
| 1988 | ф   | Меридиан                       | La méridienne                  | Стефани                                |
| 1989 | ф   | Грозное лето                   | Un été d’orages                | Лауренс                                |
| 1989 | ф   | Пятнадцатилетняя               | La fille de 15 ans             | Жюльет                                 |
| 1990 | ф   | Сыновья                        | Sons                           | Флоренс-младшая                        |
| 1990 | ф   | Разочарованная                 | La désenchantée                | Бет                                    |
| 1991 | ф   | Париж пробуждается             | Paris s'éveille                | Луиза                                  |
| 1991 | ф   | Фердидурка                     | Ferdydurke                     | Зу                                     |
| 1993 | ф   | Танго                          | Tango                          | Мадлен                                 |
| 1993 | тф  | Эмма Цунц                      | Emma Zunz                      | Эмма Цунц                              |
| 1993 | ф   | Новая жизнь                    | Une nouvelle vie               | Лиз                                    |
| 1994 | ф   | Большая малышка                | Grande petite                  | Бенедикта                              |
| 1995 | тф  | Для одной или двух жизней      | Pour une vie ou deux           | Мила                                   |
| 1995 | кор | Рассвет наизнанку              | L’aube à l’envers              |                                        |
| 1996 | ф   | Бомарше                        | Beaumarchais l’insolent        | Мария-Антуанетта                       |
| 1996 | ф   | Насмешка                       | Ridicule                       | Матильда де Бельгард                   |
| 1997 | ф   | Красное и чёрное               | Le rouge et le noir            | Матильда де Ла Моль                    |
| 1998 | ф   | Человек в железной маске       | The Man in the Iron Mask       | Кристин                                |
| 1998 | ф   | Красотки                       | Bimboland                      | Сесиль Бюсси                           |
| 1999 | ф   | Энтропия                       | Entropy                        | Стелла                                 |
| 2001 | ф   | Южный Кенсингтон               | South Kensington               | Сюзанна                                |
| 2002 | ф   | Испанка                        | L’auberge espagnole            | Анна-София                             |
| 2002 | ф   | Говори мне о любви             | Parlez-moi d’amour             | Жюстин                                 |
| 2003 | ф   | Зыбучие пески                  | Quicksand                      | Лела Форин                             |
| 2003 | ф   | Бутик                          | France Boutique                | Эстель                                 |
| 2005 | ф   | Вы будете смеяться, но я ухожу | Tu vas rire, mais je te quitte | Элиза Верон                            |
| 2005 | ф   | 35 с небольшим                 | Tout pour plaire               | Мари                                   |
| 2005 | ф   | Отец                           | Papa                           | Мама                                   |
| 2007 | ф   | Я не хочу, чтобы ты ушла       | J’veux pas que tu t’en ailles  | Карла                                  |
| 2008 | ф   | Дом, милый дом                 | Home Sweet Home                | Клер                                   |
| 2009 | ф   | Сделай меня счастливым!        | Fais-moi plaisir!              | Элизабет                               |
| 2009 | ф   | Альберт Швейцер                | Albert Schweitzer              | Тереза Борден                          |
| 2010 | ф   | Все девушки плачут             | Toutes les filles pleurent     | Люси / также режиссёр и автор сценария |
| 2010 | ф   | Отчаянная домохозяйка          | Potiche                        | Жоэль                                  |
| 2010 | ф   | Выходной                       | Holiday                        | Надин Тремуа                           |
| 2011 | ф   | Улётный рейс                   | Low Cost                       | Нуанс                                  |
| 2011 | ф   | Искусство любить               | L'art d'aimer                  | Амели                                  |
| 2012 | с   | Дорогой доктор                 | Royal Pains                    | Клодет фон Юргенс                      |
| 2013 | ф   | Порочные игры                  | Stoker                         | доктор Жакин                           |
| 2015 | ф   | Ночёвка                        | The Overnight                  | Шарлотта                               |
| 2015 | ф   | Зима                           | Winter                         | Мириам                                 |
| 2018 | ф   | Под Эйфелевой башней           | Under the Eiffel Tower         | Луиза                                  |
| 2018 | ф   | Восхождение                    | The Climb                      | Эва                                    |
| 2020 | с   | Медицинская полиция            | Medical Police                 | Anaïs Desjardins                       |
| 2022 | ф   | Её правда                      | She Said                       | озвучила саму себя                     |